# 3701 Purkyně
3701 Purkyně è un asteroide della fascia principale. Scoperto nel 1985, presenta un'orbita caratterizzata da un semiasse maggiore pari a 2,7984349 UA e da un'eccentricità di 0,0932417, inclinata di 4,91413° rispetto all'eclittica.